# Rexall Edmonton Indy de 2009
Rexall Edmonton Indy de 2009 foi a décima primeira corrida da temporada de 2009 da IndyCar Series. A corrida foi disputada no dia 18 de julho no circuito montado no Edmonton City Centre Airport, localizado na cidade de Edmonton, Alberta. O vencedor foi o australiano Will Power, da equipe Team Penske.

## Pilotos e Equipes
| Nº | Piloto                | Equipe                     | Chassis | Motor | Pneu |
| -- | --------------------- | -------------------------- | ------- | ----- | ---- |
| 2  | Raphael Matos (R)     | Luczo-Dragon Racing        | Dallara | Honda | F    |
| 3  | Hélio Castroneves     | Team Penske                | Dallara | Honda | F    |
| 4  | Dan Wheldon           | Panther Racing             | Dallara | Honda | F    |
| 5  | Mario Moraes          | KV Racing Technology       | Dallara | Honda | F    |
| 6  | Ryan Briscoe          | Team Penske                | Dallara | Honda | F    |
| 7  | Danica Patrick        | Andretti-Green Racing      | Dallara | Honda | F    |
| 9  | Scott Dixon           | Chip Ganassi Racing        | Dallara | Honda | F    |
| 10 | Dario Franchitti      | Chip Ganassi Racing        | Dallara | Honda | F    |
| 11 | Tony Kanaan           | Andretti-Green Racing      | Dallara | Honda | F    |
| 12 | Will Power            | Team Penske                | Dallara | Honda | F    |
| 13 | E. J. Viso            | HVM Racing                 | Dallara | Honda | F    |
| 14 | Ryan Hunter-Reay      | A. J. Foyt Enterprises     | Dallara | Honda | F    |
| 15 | Paul Tracy            | KV Racing Technology       | Dallara | Honda | F    |
| 18 | Justin Wilson         | Dale Coyne Racing          | Dallara | Honda | F    |
| 20 | Ed Carpenter          | Vision Racing              | Dallara | Honda | F    |
| 23 | Tomas Scheckter       | Dreyer & Reinbold Racing   | Dallara | Honda | F    |
| 24 | Mike Conway (R)       | Dreyer & Reinbold Racing   | Dallara | Honda | F    |
| 26 | Marco Andretti        | Andretti-Green Racing      | Dallara | Honda | F    |
| 27 | Hideki Mutoh          | Andretti-Green Racing      | Dallara | Honda | F    |
| 34 | Alex Tagliani         | Conquest Racing            | Dallara | Honda | F    |
| 98 | Richard Antinucci (R) | Team 3G                    | Dallara | Honda | F    |
| 02 | Graham Rahal          | Newman/Haas/Lanigan Racing | Dallara | Honda | F    |
| 06 | Robert Doornbos (R)   | Newman/Haas/Lanigan Racing | Dallara | Honda | F    |

- (R) - Rookie

## Resultados

### Treino classificatório
| Treino classificatório - 25 de julho | Treino classificatório - 25 de julho | Treino classificatório - 25 de julho | Treino classificatório - 25 de julho | Treino classificatório - 25 de julho | Treino classificatório - 25 de julho | Treino classificatório - 25 de julho | Treino classificatório - 25 de julho | Treino classificatório - 25 de julho |
| Pos.                                 | Nº                                   | Piloto                               | Equipe                               | Q1                                   | Q1                                   | Q2                                   | Q3                                   |                                      |
| Pos.                                 | Nº                                   | Piloto                               | Equipe                               | Grupo 1                              | Grupo 2                              | Q2                                   | Q3                                   |                                      |
| ------------------------------------ | ------------------------------------ | ------------------------------------ | ------------------------------------ | ------------------------------------ | ------------------------------------ | ------------------------------------ | ------------------------------------ | ------------------------------------ |
| 1                                    | 12                                   | Will Power                           | Team Penske                          |                                      | 1:01.4992                            | 1:01.2063                            | 1:01.0133                            |                                      |
| 2                                    | 6                                    | Ryan Briscoe                         | Team Penske                          |                                      | 1:01.5795                            | 1:01.0667                            | 1:01.1232                            |                                      |
| 3                                    | 3                                    | Hélio Castroneves                    | Team Penske                          |                                      | 1:01.2372                            | 1:01.2731                            | 1:01.2033                            |                                      |
| 4                                    | 9                                    | Scott Dixon                          | Chip Ganassi Racing                  | 1:01.7204                            |                                      | 1:01.3809                            | 1:01.2046                            |                                      |
| 5                                    | 02                                   | Graham Rahal                         | Newman/Haas/Lanigan Racing           | 1:01.7521                            |                                      | 1:01.5114                            | 1:01.6952                            |                                      |
| 6                                    | 10                                   | Dario Franchitti                     | Chip Ganassi Racing                  |                                      | 1:01.7534                            | 1:01.4302                            | 1:01.8344                            |                                      |
| 7                                    | 5                                    | Mario Moraes                         | KV Racing Technology                 |                                      | 1:01.4862                            | 1:01.5337                            |                                      |                                      |
| 8                                    | 2                                    | Raphael Matos (R)                    | Luczo-Dragon Racing                  | 1:01.8379                            |                                      | 1:01.5685                            |                                      |                                      |
| 9                                    | 15                                   | Paul Tracy                           | KV Racing Technology                 | 1:01.5093                            |                                      | 1:01.6768                            |                                      |                                      |
| 10                                   | 06                                   | Robert Doornbos (R)                  | Newman/Haas/Lanigan Racing           | 1:01.6582                            |                                      | 1:01.6844                            |                                      |                                      |
| 11                                   | 24                                   | Mike Conway (R)                      | Dreyer & Reinbold Racing             | 1:01.7366                            |                                      | 1:01.9064                            |                                      |                                      |
| 12                                   | 27                                   | Hideki Mutoh                         | Andretti-Green Racing                |                                      | 1:02.2305                            | 1:02.1678                            |                                      |                                      |
| 13                                   | 11                                   | Tony Kanaan                          | Andretti-Green Racing                | 1:02.2723                            |                                      |                                      |                                      |                                      |
| 14                                   | 13                                   | E. J. Viso                           | HVM Racing                           |                                      | 1:02.4240                            |                                      |                                      |                                      |
| 15                                   | 18                                   | Justin Wilson                        | Dale Coyne Racing                    | 1:02.4009                            |                                      |                                      |                                      |                                      |
| 16                                   | 23                                   | Tomas Scheckter                      | Dreyer & Reinbold Racing             |                                      | 1:02.4280                            |                                      |                                      |                                      |
| 17                                   | 34                                   | Alex Tagliani                        | Conquest Racing                      | 1:02.6459                            |                                      |                                      |                                      |                                      |
| 18                                   | 26                                   | Marco Andretti                       | Andretti-Green Racing                |                                      | 1:02.5059                            |                                      |                                      |                                      |
| 19                                   | 98                                   | Richard Antinucci (R)                | Team 3G                              | 1:02.8364                            |                                      |                                      |                                      |                                      |
| 20                                   | 7                                    | Danica Patrick                       | Andretti-Green Racing                |                                      | 1:02.5184                            |                                      |                                      |                                      |
| 21                                   | 14                                   | Ryan Hunter-Reay                     | A. J. Foyt Enterprises               | 1:02.9996                            |                                      |                                      |                                      |                                      |
| 22                                   | 4                                    | Dan Wheldon                          | Panther Racing                       |                                      | 1:02.8369                            |                                      |                                      |                                      |
| 23                                   | 20                                   | Ed Carpenter                         | Vision Racing                        |                                      | 1:03.4342                            |                                      |                                      |                                      |
| Relatório                            |                                      |                                      |                                      |                                      |                                      |                                      |                                      |                                      |

- (R) - Rookie

### Corrida
| Corrida - 26 de julho | Corrida - 26 de julho | Corrida - 26 de julho | Corrida - 26 de julho      | Corrida - 26 de julho | Corrida - 26 de julho | Corrida - 26 de julho | Corrida - 26 de julho | Corrida - 26 de julho |
| Pos                   | Nº                    | Piloto                | Equipe                     | Voltas                | Tempo                 | Largada               | Voltas na Liderança   | Pontos                |
| --------------------- | --------------------- | --------------------- | -------------------------- | --------------------- | --------------------- | --------------------- | --------------------- | --------------------- |
| 1                     | 12                    | Will Power            | Team Penske                | 95                    | 1:42:42.3773          | 1                     | 90                    | 53                    |
| 2                     | 3                     | Hélio Castroneves     | Team Penske                | 95                    | +1.0936*              | 3                     | 2                     | 40                    |
| 3                     | 9                     | Scott Dixon           | Chip Ganassi Racing        | 95                    | +1.3213               | 4                     | 2                     | 35                    |
| 4                     | 6                     | Ryan Briscoe          | Team Penske                | 95                    | +1.8266               | 2                     | 1                     | 32                    |
| 5                     | 10                    | Dario Franchitti      | Chip Ganassi Racing        | 95                    | +4.4652               | 6                     | 0                     | 30                    |
| 6                     | 15                    | Paul Tracy            | KV Racing Technology       | 95                    | +6.3941               | 9                     | 0                     | 28                    |
| 7                     | 02                    | Graham Rahal          | Newman/Haas/Lanigan Racing | 95                    | +26.5700              | 5                     | 0                     | 26                    |
| 8                     | 18                    | Justin Wilson         | Dale Coyne Racing          | 95                    | +26.9169              | 15                    | 0                     | 24                    |
| 9                     | 06                    | Robert Doornbos (R)   | Newman/Haas/Lanigan Racing | 94                    | +1 volta              | 10                    | 0                     | 22                    |
| 10                    | 26                    | Marco Andretti        | Andretti-Green Racing      | 94                    | +1 volta              | 18                    | 0                     | 20                    |
| 11                    | 7                     | Danica Patrick        | Andretti-Green Racing      | 94                    | +1 volta              | 20                    | 0                     | 19                    |
| 12                    | 13                    | E. J. Viso            | HVM Racing                 | 94                    | +1 volta              | 14                    | 0                     | 18                    |
| 13                    | 34                    | Alex Tagliani         | Conquest Racing            | 94                    | +1 volta              | 17                    | 0                     | 17                    |
| 14                    | 27                    | Hideki Mutoh          | Andretti-Green Racing      | 94                    | +1 volta              | 12                    | 0                     | 16                    |
| 15                    | 4                     | Dan Wheldon           | Panther Racing             | 94                    | +1 volta              | 22                    | 0                     | 15                    |
| 16                    | 20                    | Ed Carpenter          | Vision Racing              | 93                    | +2 voltas             | 23                    | 0                     | 14                    |
| 17                    | 14                    | Ryan Hunter-Reay      | A. J. Foyt Enterprises     | 87                    | +8 voltas             | 21                    | 0                     | 13                    |
| 18                    | 2                     | Raphael Matos (R)     | Luczo-Dragon Racing        | 85                    | +10 voltas            | 8                     | 0                     | 12                    |
| 19                    | 23                    | Tomas Scheckter       | Dreyer & Reinbold Racing   | 73                    | Contato               | 16                    | 0                     | 12                    |
| 20                    | 24                    | Mike Conway (R)       | Dreyer & Reinbold Racing   | 63                    | +32 voltas            | 11                    | 0                     | 12                    |
| 21                    | 11                    | Tony Kanaan           | Andretti-Green Racing      | 34                    | Fogo no pit           | 13                    | 0                     | 12                    |
| 22                    | 98                    | Richard Antinucci (R) | Team 3G                    | 20                    | Mecânico              | 19                    | 0                     | 12                    |
| 23                    | 5                     | Mario Moraes          | KV Racing Technology       | 0                     | Contato               | 7                     | 0                     | 12                    |
| Relatório             |                       |                       |                            |                       |                       |                       |                       |                       |

- (R) - Rookie